# Tầm nhìn 100 năm J.League
Tầm nhìn 100 năm J. League Jei Rīgu hyakunen kōsō kurabu (Jリーグ百年構想クラブ Jei Rīgu hyakunen kōsō kurabu) là một trạng thái dành cho các câu lạc bộ non-league của Nhật Bản. Những câu lạc bộ mong muốn trở thành câu lạc bộ chuyên nghiệp và gia nhập giải chuyên nghiệp, J. League, nơi quản lý ba hạng đấu cao nhất trong hệ thống bóng đá Nhật Bản. Thường thì các câu lạc bộ tại giải hạng tư, Japan Football League, giải đấu cao nhất dành cho các câu lạc bộ nghiệp dư, xin vào đây; tuy vậy, điều này dành mở rộng dành cho tất cả các câu lạc bộ kể cả đến từ các giải tỉnh. Những đơn xin gia nhập sẽ được xem xét và đánh giá bởi một ủy ban. Từ mùa 2014, Thành viên Liên kết là tiêu chuẩn chính cho việc thăng hạng J3.

## Hệ thống Thành viên Liên kết cũ

### 1993–1998
Ban đầu, khi giải chuyên nghiệp được thành lập năm 1993 với mười câu lạc bộ, giải đấu ban đầu dự tính giữ số câu lạc bộ là 10 trong ít nhất là hai đến ba năm, rồi sau đó mở rộng lên 16 đội bằng việc thêm một hoặc hai câu lạc bộ mỗi năm. Tuy nhiên, giải đấu đã đánh giá thấp các yêu cầu; có một khoảng cách rất lớn giữa câu lạc bộ ở hạng đấu cao nhất với hạng dưới. Vì thế, hệ thống thành viên liên kết ra đời dành cho hạng hai Japan Football League. Giống như hiện tại, cac thành viên liên kết xếp ở hai vị trí đầu được phép lên hạng, nếu trải qua những yêu cầu cuối cùng từ ban tổ chức giải. Các thành viên liên kết cũng được tham dự các trận đấu tại Yamazaki Nabisco Cup và giải đấu dành cho các đội dự bị.
Hệ thống được bãi bỏ năm 1998 với sự ra đời của J. League Hạng 2 và sự tan rã của JFL cũ. Ba câu lạc bộ còn lại là thành viên liên kết được đá ở J2 còn Honda FC quyết định duy trì tình trạng nghiệp dư và gia nhập JFL mới thành lập.
| Xin gia nhập | Câi lạc bộ         | Năm tham dự J. League | Ghi chú                                                    |
| ------------ | ------------------ | --------------------- | ---------------------------------------------------------- |
| 1993         | Bellmare Hiratsuka | 1994                  | Lên J. League                                              |
| 1993         | Júbilo Iwata       | 1994                  | Lên J. League                                              |
| 1993         | Kashiwa Reysol     | 1995                  | Lên J. League                                              |
| 1994         | Cerezo Osaka       | 1995                  | Lên J. League                                              |
| 1994         | Kyoto Purple Sanga | 1996                  | Lên J. League                                              |
| 1994         | Tosu Futures       | 1999 (J2)             | Thu mua lại bởi Sagan Tosu. Lên J1 năm 2012                |
| 1995         | Avispa Fukuoka     | 1996                  | Lên J. League                                              |
| 1995         | Vissel Kobe        | 1997                  | Lên J. League                                              |
| 1996         | Consadole Sapporo  | 1998                  | Lên J. League                                              |
| 1996         | Brummell Sendai    | 1999 (J2)             | Lên Hạng 1 năm 2002                                        |
| 1997         | Kawasaki Frontale  | 1999 (J2)             | Lên Hạng 1 năm 2000                                        |
| 1997         | Honda Motors       | –                     | Sau đó từ bỏ do không có sự hỗ trợ từ công ty và cộng đồng |

### 2006–2013
Hệ thống thành viên liên kết mới tồn tại trong 8 năm và như thông thường nó kết thúc sau khi số đội của J2 đạt 22 (mục tiêu ban đầu) vào năm 2012. Năm sau đó thì J3 League được thành lập nơi phần lớn gồm các thành viên liên kết còn lại.
Từ năm 2006, 29 câu lạc bộ xin gia nhập thành viên liên kết J. League và 25 câu lạc bộ thành công. Trong số 25 câu lạc bộ đó, 11 được lên J2; 9 đội thi đấu tại J3 League năm 2013; còn 5 đội vẫn đang là thành viên (cùng với 3 lá đơn đang xem xét) chuyển sang một trạng thái mới gọi là Tầm nhìn 100 năm vào năm 2014. Dưới đây là bảng róm tắt lịch sử của các thành viên và năm lên hạng/nhận vào J. League. Lên hạng là J2, trừ khi có chỉ định khác
- Xám– bị từ hối
- Xanh lá – vẫn còn là thành viên, chuyển sang Tầm nhìn 100 năm vào năm 2014

| Xin gia nhập | Câu lạc bộ          | Giải đấu†                 | Trụ sở               | Kết quả         | Năm tham dự J. League | Ghi chú                                                                                 |
| ------------ | ------------------- | ------------------------- | -------------------- | --------------- | --------------------- | --------------------------------------------------------------------------------------- |
| 8/2006       | Rosso Kumamoto      | JFL                       | Kumamoto, Kumamoto   | Chấp thuận      | 2007                  | Đổi tên thành Roasso Kumamoto khi lên J2.                                               |
| 8/2006       | Tochigi SC          | JFL                       | Utsunomiya, Tochigi  | Từ chối         |                       | Nộp đơn lại vào 1/2007                                                                  |
| 1/2007       | FC Gifu             | JFL                       | Gifu, Gifu           | Chấp thuận      | 2007                  | Có điều kiện đã được phê duyệt ban đầu. Cải thiện tài chính cần thiết trước khi lên J2. |
| 1/2007       | Gainare Tottori     | JFL                       | Toàn Tottori         | Chấp thuận      | 2010                  |                                                                                         |
| 1/2007       | Tochigi SC          | JFL                       | Utsunomiya, Tochigi  | Chấp thuận      | 2008                  |                                                                                         |
| 1/2007       | Perada Fukushima    | Tohoku League D2          | Fukushima, Fukushima | Từ chối         |                       | Đổi tên thành Fukushima United FC. Nộp đơn lại 6/2013                                   |
| 7/2007       | Fagiano Okayama     | Chugoku League            | Toàn Okayama         | Chấp thuận      | 2008                  | Câu lạc bộ khu vực đầu tiên được chấp thuận                                             |
| 1/2008       | New Wave Kitakyushu | JFL                       | Kitakyushu, Fukuoka  | Chấp thuận      | 2009                  | Đổi tên thành Giravanz Kitakyushu trước khi lên J2                                      |
| 1/2008       | Kataller Toyama     | JFL                       | Toyama, Toyama       | Chấp thuận      | 2008                  |                                                                                         |
| 1/2008       | FC Ryukyu           | JFL                       | Toàn Okinawa         | Từ chối         |                       | Nộp đơn lại 1/2011                                                                      |
| 1/2009       | Machida Zelvia      | JFL                       | Machida, Tokyo       | Chấp thuận      | 2011                  | Xuống JFL năm 2012, được nhập lại J3 năm 2013                                           |
| 1/2009       | V-Varen Nagasaki    | JFL                       | Toàn Nagasaki        | Chấp thuận      | 2012                  |                                                                                         |
| 1/2010       | Matsumoto Yamaga    | JFL                       | Matsumoto, Nagano    | Chấp thuận      | 2011                  |                                                                                         |
| 1/2010       | SC Sagamihara       | Giải hạng 1 tỉnh Kanagawa | Sagamihara, Kanagawa | Chấp thuận      | 2013 (J3)             | Câu lạc bộ tỉnh đầu tiên được chấp thuận                                                |
| 4/2010       | Zweigen Kanazawa    | JFL                       | Kanazawa, Ishikawa   | Không chấp nhận |                       | Không hoàn thiện hồ sơ. Nộp đơn lại vào 1/2011                                          |
| 12/2010      | Kamatamare Sanuki   | JFL                       | Toàn Kagawa          | Chấp thuận      | 2013                  |                                                                                         |
| 1/2011       | FC Ryukyu           | JFL                       | Toàn Okinawa         | Từ chối         |                       | Cần cải thiện hơn nữa. Nộp đơn lại 6/2013                                               |
| 1/2011       | Zweigen Kanazawa    | JFL                       | Kanazawa, Ishikawa   | Từ chối         |                       | Cần cải thiện hơn nữa. Nộp đơn lại 11/2012                                              |
| 11/2011      | Nagano Parceiro     | JFL                       | Nagano, Nagano       | Chấp thuận      | 2013 (J3)             |                                                                                         |
| 11/2012      | Zweigen Kanazawa    | JFL                       | Toàn Ishikawa        | Chấp thuận      | 2013 (J3)             |                                                                                         |
| 11/2012      | Blaublitz Akita     | JFL                       | Toàn Akita           | Chấp thuận      | 2013 (J3)             |                                                                                         |
| 6/2013       | Veertien Kuwana     | Giải hạng 2 tỉnh Mie      | Kuwana, Mie          | Không chấp nhận |                       | Không hoàn thiện hồ sơ.                                                                 |
| 6/2013       | YSCC Yokohama       | JFL                       | Yokohama, Kanagawa   | Chấp thuận      | 2013 (J3)             |                                                                                         |
| 6/2013       | Grulla Morioka      | Tohoku League D1          | Morioka, Iwate       | Chấp thuận      | 2013 (J3)             | Thành viên duy nhất được lên thẳng từ Giải khu vực mà không qua JFL                     |
| 6/2013       | Renofa Yamaguchi    | Chūgoku League            | Toàn Yamaguchi       | Chấp thuận      |                       | Lên J3 năm 2014                                                                         |
| 6/2013       | Fukushima United    | JFL                       | Fukushima, Fukushima | Chấp thuận      | 2013 (J3)             |                                                                                         |
| 6/2013       | FC Ryukyu           | JFL                       | Toàn Okinawa         | Chấp thuận      | 2013 (J3)             |                                                                                         |
| 6/2013       | Fujieda MYFC        | JFL                       | Fujieda, Shizuoka    | Chấp thuận      | 2013 (J3)             |                                                                                         |
| 6/2013       | Vanraure Hachinohe  | Tohoku League D1          | Hachinohe, Aomori    | Chấp thuận      |                       |                                                                                         |
| 6/2013       | Tonan Maebashi      | Kantō League              | Maebashi, Gunma      | Chấp thuận      |                       |                                                                                         |
| 6/2013       | Azul Claro Numazu   | Tōkai League              | Numazu, Shizuoka     | Chấp thuận      |                       |                                                                                         |
| 6/2013       | Nara Club           | Kansai League D1          | Nara, Nara           | Chấp thuận      |                       |                                                                                         |
| 6/2013       | Honda Lock          | JFL                       | Kusatsu, Shiga       | Đang xem xét    |                       | Được chuyển sang Tầm nhìn 100 năm                                                       |
| 6/2013       | Tochigi Uva         | JFL                       | Tochigi, Tochigi     | Đang xem xét    |                       | Được chuyển sang Tầm nhìn 100 năm                                                       |
| 6/2013       | Suzuka Rampole      | Tōkai League              | Suzuka, Mie          | Đang xem xét    |                       | Được chuyển sang Tầm nhìn 100 năm                                                       |

† Được liệt kê là giải đấu câu lạc bộ tham gia tại thời điểm nộp đơn.

## Tầm nhìn 100 năm (từ 2014)
Một thời gian ngắn sau khi thành lập J3 League năm 2014, giải đấu nói rõ các câu lạc bộ J3 là "thành viên liên kết", còn các câu lạc J1 và J2 là "thành viên đầy đủ". Để tránh nhầm lẫn với hệ thống thành viên liên kết cho các câu lạc bộ trong tương lai, ban tổ chức đã quyết định thay đổi tên của các tình trạng sau này là "Tầm nhìn 100 năm". J. League sau đó bãi bỏ các thành viên liên kết mà họ đã gọi các câu lạc bộ J3, nhưng tên mới cho các thành viên tương lai vẫn còn.

### Lịch sử tham gia
- Xanh lá cây – lên J. League
- Vàng – thành viên hiện tại
- Xám – thành viên từ chối
- Trắng – đang xem xét

| Xin gia nhập | Câu lạc bộ           | Giải đấu†        | Trụ sở               | Kết quả nộp đơn | Năm tham dự J. League | Ghi chú                       |
| ------------ | -------------------- | ---------------- | -------------------- | --------------- | --------------------- | ----------------------------- |
| 6/2014       | Renofa Yamaguchi     | Chūgoku League   | Toàn Yamaguchi       | Chấp thuận      | 2014                  | Thành viên liên kết cũ        |
| 6/2014       | Vanraure Hachinohe   | Tohoku League D1 | Hachinohe, Aomori    | Chấp thuận      |                       | Thành viên liên kết cũ        |
| 6/2014       | Tonan Maebashi       | Kantō League     | Maebashi, Gunma      | Chấp thuận      |                       | Thành viên liên kết cũ        |
| 6/2014       | Azul Claro Numazu    | Tōkai League     | Numazu, Shizuoka     | Chấp thuận      |                       | Thành viên liên kết cũ        |
| 6/2014       | Nara Club            | Kansai League D1 | Nara, Nara           | Chấp thuận      |                       | Thành viên liên kết cũ        |
| 6/2014       | Tochigi Uva          | JFL              | Tochigi, Tochigi     | Chấp thuận      |                       | Chuyển từ thành viên liên kết |
| 6/2014       | Honda Lock           | JFL              | Kusatsu, Shiga       | Đang xem xét    |                       | Chuyển từ thành viên liên kết |
| 6/2014       | Suzuka Rampole       | Tōkai League     | Suzuka, Mie          | Đang xem xét    |                       | Chuyển từ thành viên liên kết |
| 11/2014      | Kagoshima United     | JFL              | Kagoshima, Kagoshima | Chấp thuận      | 2015                  |                               |
| 11/2015      | Tokyo Musashino City | JFL              | Musashino, Tokyo     | Chấp thuận      |                       |                               |
| 11/2015      | F.C. Imabari         | Shikoku League   | Imabari, Ehime       | Chấp thuận      |                       |                               |

† Tính vào thời điểm nộp đơn gia nhập.
Thành viên hiện tại
- Vanraure Hachinohe (JFL)
- Tochigi Uva (JFL)
- Tokyo Musashino City (JFL)
- Azul Claro Numazu (JFL)
- Nara Club (JFL)
- Tonan Maebashi (Kanto League D1)
- F.C. Imabari (Shikoku Soccer League)

Thành viên cũ
- Kagoshima United (JFL)
- Renofa Yamaguchi (JFL)